# كيني دنيس
كيني دنيس (بالإنجليزية: Kenny Dennis)‏ هو عازف جاز أمريكي، ولد في 27 مايو 1930.

## وصلات خارجية
- كيني دنيس على موقع ميوزك برينز (الإنجليزية)
- كيني دنيس على موقع ديسكوغز (الإنجليزية)